# Hot for Teacher
«Hot for Teacher» es una canción del grupo de rock estadounidense Van Halen de su álbum 1984. Escrita por los miembros de la banda y producida por Ted Templeman, fue lanzado como el cuarto y último sencillo del álbum en octubre de 1984.
La canción es reconocida por el solo de batería del principio (que llega a simular el sonido de una motocicleta), la letra habla de un alumno que encuentra atractiva a una profesora.

## Video Musical
El video muestra a «Waldo», el protagonista, que va a su primer día de colegio y cuando sube al autobús todos los otros niños tienen vestimenta y aspecto de «Rockeros». Cuando entran a clases, sale la profesora  (Lillian Müller, que años antes había actuado en el video de Da Ya Think I'm Sexy?, de Rod Stewart) modelando en bikini y todos los niños empiezan a saltar de expectación. En algunas escenas se muestra al grupo bailar. 
Al final del video, se muestra que los niños han crecido para convertirse en ginecólogo (Alex Van Halen), luchador de sumo (Michael Anthony), paciente de un hospital psiquiátrico (Eddie Van Halen) y presentador de programa de concursos de juegos (David Lee Roth). De Waldo se dice que nadie sabe exactamente qué pasó con él después de la graduación. 
El video ha sido el más polémico de Van Halen. Fue censurado de la radio y televisión por la PMRC al decir que la canción y principalmente el video no era apto para menores.

## Posicionamiento en listas
| Lista (1984)                                  | Máxima posición |
| --------------------------------------------- | --------------- |
| Australia (Kent Music Report)                 | 89              |
| Canadá Top Singles (RPM)                      | 83              |
| Estados Unidos (Billboard Hot 100)            | 56              |
| Lista (2020)                                  | Máxima posición |
| Estados Unidos (Hot Rock & Alternative Songs) | 23              |